# Résultat flash
Le résultat flash est le résultat prévisionnel et approché d'une entreprise, réalisé mensuellement ou trimestriellement (c'est-à-dire en cours d'exercice).
Son intérêt est d'éviter d'évaluer le résultat uniquement sur la trésorerie qui reflète une image partielle de la situation de l'exercice qui peut être faussée.